# Bellou
Bellou är en kommun i departementet Calvados i regionen Normandie i norra Frankrike. Kommunen ligger i kantonen Livarot som ligger i arrondissementet Lisieux. År 2018 hade Bellou 135 invånare.

## Befolkningsutveckling
Antalet invånare i kommunen Bellou
Referens: INSEE